# Jerry Lawson
Gerald A. "Jerry" Lawson (1 de dezembro de 1940 - 9 de abril de 2011), foi um engenheiro eletrônico estadunidense. Hoje é reconhecido principalmente pelo trabalho no design do console de videogame Fairchild Channel F, bem como por liderar a equipe que foi pioneira na criação do cartucho de videogame comercial.

## Biografia
Lawson nasceu no Brooklyn, na cidade de Nova York, em 1º de dezembro de 1940. Seu pai, Blanton, era estivador com interesse em ciências, enquanto sua mãe, Mannings, trabalhava para a cidade e chegou a ser presidente da associação de pais e mestres. Seu avô havia estudado para se tornar um físico, mas não conseguiu uma carreira na física, em vez disso trabalhou como chefe dos correios.  Seus pais garantiram que ele recebesse uma boa educação e estimularam seu interesse em hobbies científicos, incluindo rádio amador e química. Além disso, Lawson disse que seu professor da primeira série o encorajou em seu caminho para ser alguém influente, semelhante a George Washington Carver. Morou no Queens durante sua adolescência e ganhava dinheiro realizando conserto de aparelhos de televisão. Aos 13 anos, Lawson tirou uma licença de radioamadorismo e construiu sua própria estação em casa com peças de lojas eletrônicas locais compradas com seu dinheiro. Ele frequentou o Queens College e a Universidade da Cidade de Nova Iorque, mas não se formou em nenhum dos dois.

## Carreira

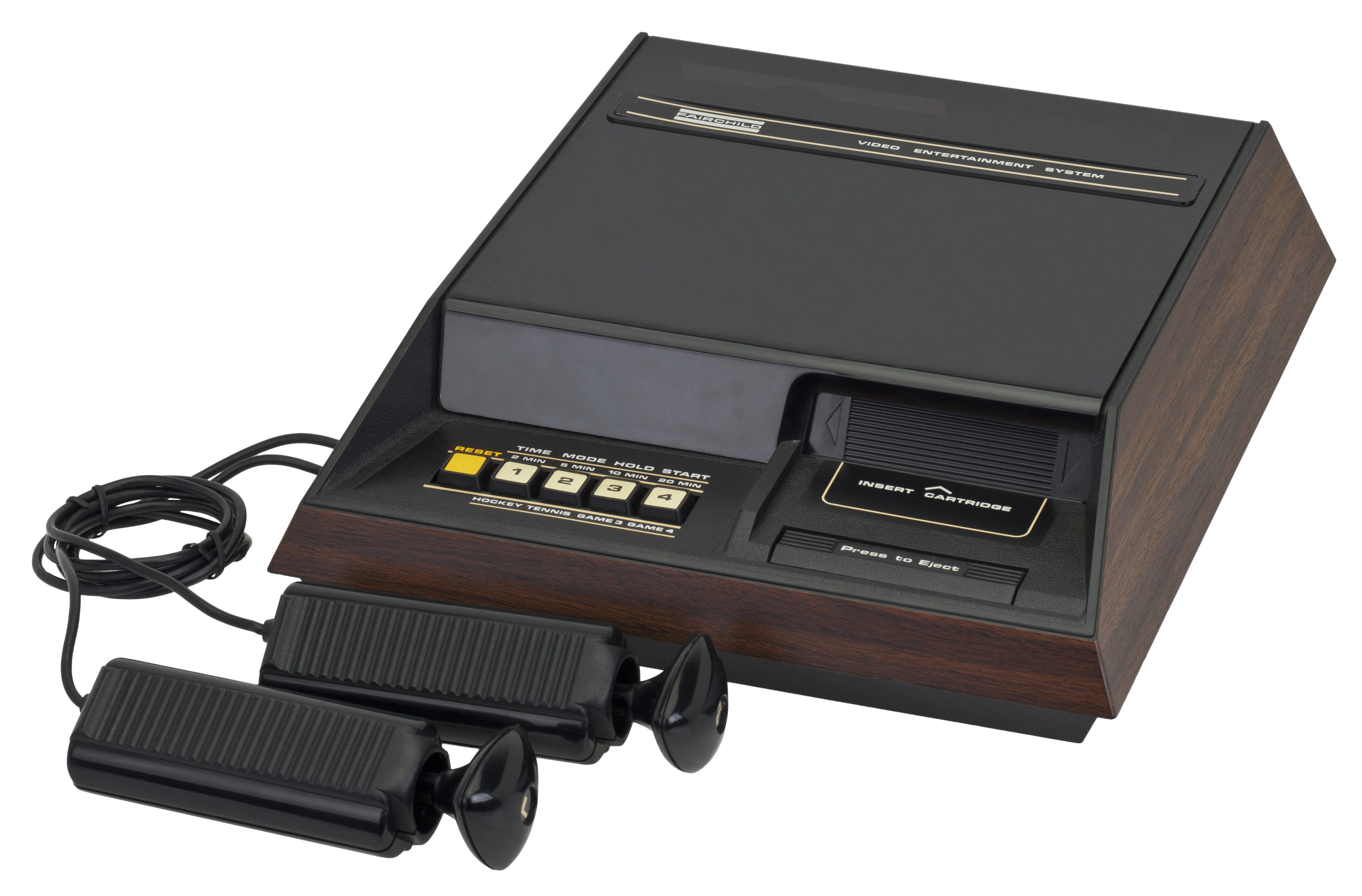
O Fairchild Channel F com a entrada para cartucho

Em 1970, Lawson ingressou na Fairchild Semiconductor em São Francisco como engenheiro consultor na divisão de vendas. Foi nesta época que ele criou, em sua própria garagem, um dos primeiros jogos de arcade que funcionava com moedas o Demolition Derby.  O Jogo foi concluído no início de 1975 usando os novos microprocessadores F8 da Fairchild, além disso o mesmo foi um dos primeiros jogos conduzidos por microprocessador.
O Desenvolvimento Demolition Derby resultou na nomeação de Lawson como Engenheiro chefe na nova divisão de videogames da Fairchild. Lá, ele liderou o desenvolvimento do console Fairchild Channel F, lançado em 1976 e projetado especificamente para usar cartuchos de jogos substituíveis com base em tecnologia licenciada da Alpex Computer Corporation. Na época, a maioria dos sistemas de jogo tinha a programação do jogo embutida no hardware para que não pudesse ser removida ou alterada. Lawson e sua equipe refinaram e aprimoraram a tecnologia desenvolvida na Alpex que permitia que os jogos fossem armazenados como software em cartuchos ROM removíveis, permitindo assim a troca de jogos de uma unidade de console sem qualquer perigo de choques elétricos. Isso permitiria aos usuários comprar uma biblioteca de jogos e forneceria um novo fluxo de receita para os fabricantes de console por meio das vendas desses jogos. O console do Channel F apresentava uma variedade de controles, incluindo um novo joystick de 8 vias projetado por Lawson e um botão de "pausa", que foi a primeira vez em um console de videogame doméstico. O Channel F não teve sucesso comercial, mas a abordagem do cartucho foi popularizada com o Atari 2600 lançado em 1977.
Enquanto esteve na Fairchild, Lawson e Ron Jones eram os únicos membros negros do Homebrew Computer Club, um grupo de primeiros aficionados por computador que incluía vários que se tornaram conhecidos, incluindo os fundadores da Apple, Steve Jobs e Steve Wozniak.
Em 1980, Lawson deixou a Fairchild e fundou a Video-soft, uma empresa de desenvolvimento de videogames que fazia software para o Atari 2600 no início dos anos 1980, já que o 2600 havia substituído o Channel F como o sistema de topo do mercado. A Video-soft foi fechada cerca de cinco anos depois, e Lawson começou a trabalhar como consultor. A certa altura, ele trabalhou com Stevie Wonder para produzir um Wonder Clock que acordaria uma criança com o som da voz de um pai, embora nunca tenha chegado à produção. Lawson mais tarde colaborou com o programa de mentores de Stanford e estava se preparando para escrever um livro sobre sua carreira.
Em março de 2011, Lawson foi homenageado como um pioneiro da indústria por seu trabalho no conceito de cartucho de jogo pela International Game Developers Association (IGDA).   Ele também foi homenageado com o prêmio ID @ Xbox Gaming Heroes no 21º Independent Games Festival em 20 de março de 2019 por liderar o desenvolvimento do primeiro console de jogo baseado em cartucho.
Há uma exposição da contribuição de Lawson para a indústria de jogos em exibição permanente no Hall da Fama do Videogame Mundial no The Strong National Museum of Play em Rochester, Nova York.

## Morte
Por volta de 2003, Lawson começou a ter complicações de diabetes, perdendo o uso de uma perna e a visão de um olho.  Em 9 de abril de 2011, cerca de um mês após ser homenageado pelo IGDA, ele morreu de complicações causadas pelo diabetes. No momento de sua morte, ele residia em Santa Clara, Califórnia, e deixou sua esposa, dois filhos e seu irmão.

## Legado
Lawson foi tema de um Curta-metragem que contou sobre o seu trabalho no desenvolvimento do Fairchild Channel F.  A produção foi do diretor Bayer Mack, e lançado pela Block Starz Music Television como parte de sua série de vídeos chamada Perfis de Afro-Americanos de Sucesso.
Ele também foi destaque no primeiro episódio do documentário da série da Netflix chamada High Score , lançado em 19 de agosto de 2020, tendo sua história contada por filhos Karen e Anderson.
O Programa de Jogos da Universidade do Sul da Califórnia e a Take Two Interactive estabeleceram o Fundo Gerald A. Lawson em maio de 2021 para apoiar estudantes negros e indígenas matriculados na programação da Universidade em busca de carreira na indústria de videogames.  A Microsoft também começou a contribuir para o fundo em agosto de 2021.